# Ажово (Курская область)
Ажо́во (в старину Ожево, Ожово) — село в Железногорском районе Курской области. Входит в состав Разветьевского сельсовета.

## География
Расположено в северо-западной части Железногорского района, в 10 км к западу от Железногорска. Через село протекает река Смородинка, на которой находится Ажовский пруд. Высота села над уровнем моря — 197 м. Ажово окружают несколько урочищ: Лошье, лог Лишен, Пешон, балка Поповец, Маленький Ложок, лог Ряженый, балка Телячий Лог, Малый Каменец, Большой Каменец.

## Этимология
По мнению психиатра П. И. Якоби название «Ажово» имеет древнее финно-угорское происхождение.

## История
Упоминается с 1620-х годов в списке селений Радогожского стана Комарицкой волости как село с Троицкой церковью. В XVIII—XIX веках было владением Репниных, Лобановых-Ростовских, Трубецких, позднее Лизандеров и других. В 1866 году в селе проживали 558 человек (281 мужского пола и 277 женского), было 46 дворов, действовала православная церковь (к 1880 также была построена часовня), 3 маслобойни и мельница. К 1880 году в Ажово проживали 467 человек и было 74 двора, действовала паровая мельница. Село входило в состав Веретенинской волости Дмитровского уезда Орловской губернии. Ежегодно в первую пятницу Петрова поста в Ажово совершался крестный ход. Этот обычай появился в 1887 году, когда градом были уничтожены почти все посевы, к тому же повсеместно распространилась эпидемия холеры. К концу XIX века в Ажово было открыто земское училище.
В 1926 году в Ажово было 70 дворов, проживало 319 человек (162 мужского пола и 157 женского, действовала школа 1-й ступени. В то время село было административным центром Ажовского сельсовета Долбенкинской волости Дмитровского уезда. В 1937 году в Ажово было 144 двора.
В 2008 году в Ажово проживали 103 человека.

## Троицкий храм
В 1850 году в селе завершилось строительство нового каменного храма, который решил построить помещик фон Лизандер. По причине малолюдности прихода причт состоял из двух служителей: священника и псаломщика. В начале 1866 года в Троицкий храм на место пономаря был определён выпускник уездного духовного училища Михаил Виноградский. 8 октября 1866 года у причетников храма Михаила Невского и Михаила Виноградского сгорели дома со всеми дворовыми постройками.
Троицкая церковь была закрыта 10 декабря 1929 года, а здание было передано обществу потребителей. В 1937 году бывшую церковь разорили, кирпичи использовали для строительства школы.

## Население
| 1853 | 1866 | 1877 | 1926 | 1979 | 2002 | 2010 |
| ---- | ---- | ---- | ---- | ---- | ---- | ---- |
| 640  | ↘558 | ↘467 | ↘319 | ↗365 | ↘110 | ↘76  |

## Улицы
В селе 11 улиц:
| - Антоновская - Березовская - Валуйская - Глотовская - Журавлинская - Панютинская | - Поповская - Рыночная - Селецкая - Смородинская - Стародворская |

## Памятники истории
В Ажово находится братская могила 124 советских воинов, погибших в боях с фашистскими захватчиками в 1943 году во время Великой Отечественной войны. Расположена в саду бывшей средней школы. Над могилой в 1953 году был установлен монумент с выгравированными именами погибших солдат.